# Nazim Əlicanov
Nazim Nəzir oğlu Əlicanov (ur. 26 lipca 1970) – radziecki, mołdawski i azerski zapaśnik walczący w stylu wolnym. Olimpijczyk z Atlanty 1996, gdzie zajął czternaste miejsce w wadze koguciej.
Zajął jedenaste miejsce na mistrzostwach świata w 1994. Mistrz Europy w 2002; piąty w 1994. Złoty medalista igrzysk wojskowych w 1999. Zdobył dwa medale na MŚ wojskowych. Pierwszy w drużynie w Pucharze Świata w 2004. Trzeci na MŚ juniorów w 1988 roku.

## Letnie Igrzyska Olimpijskie 1996
| Konkurencja | Eliminacje             | Repasaże                        | Repasaże                | Klas. końcowa |
| Konkurencja | Przeciwnik I           | Przeciwnik I                    | Przeciwnik II           | Miejsce       |
| ----------- | ---------------------- | ------------------------------- | ----------------------- | ------------- |
| 57 kg       | Artur Fiodorow (KAZ) P | Cerenbaataryn Cogtbajar (MGL) Z | Arif Abdullayev (AZE) P | 14.           |